# Chonburi
Chonburi (thailandeză ชลบุรี) este capitala provinciei Chonburi și a districtului Mueang Chonburi din Thailanda. Este situat la aproximativ 100 km sud-est de Bangkok, pe coasta Golfului Thailandei. Numele său înseamnă „oraș al apei”. Chonburi, împreună cu alte zone de-a lungul coastei până la Pattaya, formează o aglomerație cunoscută sub numele de zona metropolitană Pattaya-Chonburi.
Chonburi are statutul de oraș din 1935.

## Istoric
Chonburi există din perioada Ayutthaya. Provincia era formată inițial din trei orașe mici care erau Bang Sai, Bang Pla Soi și Pra Bang. Apoi s-a format provincia Chonburi, în timpul domniei regelui Rama V.
A fost fondată în secolul al XIV-lea de regii din Ayutthaya. Populația sa este de 180.000 de locuitori.

## Geografie
Drumul principal prin Chonburi este Thailanda Route 3, cunoscut și sub numele de Sukhumvit Road. La nord-vest se leagă de Bangkok, iar la sud se leagă de Rayong, Chanthaburi și Trat. Traseul 344 duce spre est până la Klaeng, de asemenea pe Traseul 3. Traseul 7 se întinde paralel cu Traseul 3, dar ocolește zona de coastă care este dens populată, conectându-se la orașul-stațiune Pattaya.

## Clima
Chonburi are un climat tropical cu savană (Clasificarea climatică Köppen). Iernile sunt destul de uscate și foarte calde. Temperaturile cresc până în aprilie, care este fierbinte, cu media zilnică maximă la 35,2 °C. Sezonul musonului se desfășoară din mai până în octombrie, cu ploi abundente și temperaturi ceva mai reci în timpul zilei, deși nopțile rămân calde.
| Date climatice pentru Chonburi (1981–2010)                                                                      | Date climatice pentru Chonburi (1981–2010) | Date climatice pentru Chonburi (1981–2010) | Date climatice pentru Chonburi (1981–2010) | Date climatice pentru Chonburi (1981–2010) | Date climatice pentru Chonburi (1981–2010) | Date climatice pentru Chonburi (1981–2010) | Date climatice pentru Chonburi (1981–2010) | Date climatice pentru Chonburi (1981–2010) | Date climatice pentru Chonburi (1981–2010) | Date climatice pentru Chonburi (1981–2010) | Date climatice pentru Chonburi (1981–2010) | Date climatice pentru Chonburi (1981–2010) | Date climatice pentru Chonburi (1981–2010) |
| Luna | Ian                                        | Feb                                        | Mar                                        | Apr                                        | Mai                                        | Iun                                        | Iul                                        | Aug                                        | Sep                                        | Oct                                        | Nov                                        | Dec                                        | Anual                                      |
| --- | ------------------------------------------ | ------------------------------------------ | ------------------------------------------ | ------------------------------------------ | ------------------------------------------ | ------------------------------------------ | ------------------------------------------ | ------------------------------------------ | ------------------------------------------ | ------------------------------------------ | ------------------------------------------ | ------------------------------------------ | ------------------------------------------ |
| Maxima medie °C (°F)                                                                                            | 32.6 (90,7)                                | 33.2 (91,8)                                | 34.2 (93,6)                                | 35.2 (95,4)                                | 34.2 (93,6)                                | 33.7 (92,7)                                | 33.2 (91,8)                                | 33.0 (91,4)                                | 32.6 (90,7)                                | 32.7 (90,9)                                | 32.8 (91)                                  | 32.4 (90,3)                                | 33,3 (91,9)                                |
| Media zilnică °C (°F)                                                                                           | 26.9 (80,4)                                | 28.1 (82,6)                                | 29.2 (84,6)                                | 30.2 (86,4)                                | 29.8 (85,6)                                | 29.6 (85,3)                                | 29.2 (84,6)                                | 29.0 (84,2)                                | 28.3 (82,9)                                | 27.9 (82,2)                                | 27.6 (81,7)                                | 26.5 (79,7)                                | 28,5 (83,3)                                |
| Minima medie °C (°F)                                                                                            | 22.1 (71,8)                                | 24.0 (75,2)                                | 25.5 (77,9)                                | 26.6 (79,9)                                | 26.4 (79,5)                                | 26.3 (79,3)                                | 26.1 (79)                                  | 25.8 (78,4)                                | 25.1 (77,2)                                | 24.5 (76,1)                                | 23.3 (73,9)                                | 21.6 (70,9)                                | 24,8 (76,6)                                |
| Minima istorică °C (°F)                                                                                         | 13.5 (56,3)                                | 17.0 (62,6)                                | 14.0 (57,2)                                | 22.0 (71,6)                                | 22.1 (71,8)                                | 20.8 (69,4)                                | 21.0 (69,8)                                | 21.3 (70,3)                                | 21.0 (69,8)                                | 18.9 (66)                                  | 14.5 (58,1)                                | 13.0 (55,4)                                | 13,0 (55,4)                                |
| Ploaie mm (inches)                                                                                              | 9.9 (0.39)                                 | 14.3 (0.563)                               | 47.5 (1.87)                                | 74.1 (2.917)                               | 175.3 (6.902)                              | 147.7 (5.815)                              | 140.6 (5.535)                              | 154.1 (6.067)                              | 268.9 (10.587)                             | 208.9 (8.224)                              | 48.8 (1.921)                               | 5.5 (0.217)                                | 1.295,6 (51,008)                           |
| Umiditate [%]                                                                                                   | 66                                         | 70                                         | 71                                         | 71                                         | 75                                         | 74                                         | 74                                         | 75                                         | 79                                         | 78                                         | 69                                         | 63                                         | 72                                         |
| Nr. mediu de zile ploioase                                                                                      | 1.4                                        | 2.2                                        | 4.8                                        | 7.5                                        | 14.5                                       | 14.9                                       | 14.8                                       | 16.7                                       | 19.9                                       | 16.4                                       | 5.3                                        | 1.0                                        | 119,4                                      |
| Ore însorite | 263.5                                      | 245.8                                      | 238.7                                      | 240.0                                      | 195.3                                      | 153.0                                      | 158.1                                      | 114.7                                      | 108.0                                      | 145.7                                      | 222.0                                      | 260.4                                      | 2.345,2                                    |
| Sursa nr. 1: Departamentul Meteorologic Thailandez                                                              |                                            |                                            |                                            |                                            |                                            |                                            |                                            |                                            |                                            |                                            |                                            |                                            |                                            |
| Sursa nr. 2: Oficiul Gospodăririi Apelor și a Hidrologiei, Departamentul Regal de Irigație (soare și umiditate) |                                            |                                            |                                            |                                            |                                            |                                            |                                            |                                            |                                            |                                            |                                            |                                            |                                            |

## Economie

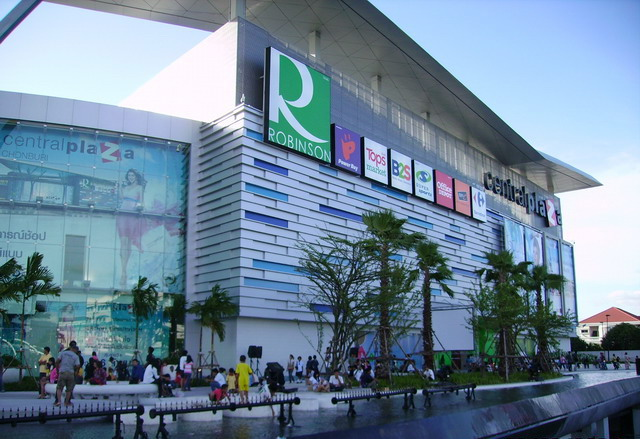
Centrul comercial Central Plaza din Chonburi

Chon Buri este un oraș industrial în plină expansiune, a cărui creștere a încetinit după criza economică ca urmare a scăderii bahtului din 1997. Pescuitul, comerțul și portul contribuie la importanța economică a orașului. La sud de acesta se află cele mai mari colonii de stridii din țară.
În cursul programului de dezvoltare a litoralului estic, se dezvoltă o industrie petrochimică de o anumită importanță pe baza zăcămintelor de gaze naturale din Golful Thailandei. Portul Laem Chabang de mare adâncime, care a fost construit recent la aproximativ 30 km sud de Chon Buri în jurul anului 1990, este acum cel mai mare port thailandez cu conexiuni intensive de transport maritim și autostradă către zona metropolitană Bangkok.
Agricultura produce în principal trestie de zahăr, nuci de cocos, cauciuc, orez și manioc. Acesta din urmă este prelucrat în tapioca (amidon de porumb), un important produs de export din Thailanda.
În sectorul auto, se evidențiază sediul central al Expertise Co. Ltd. din Chon Buri, care produce ricșe auto (tuk-tuks) pentru piața locală.

## Transport
Cu autobuzul
- Autobuzele fără aer condiționat pleacă la fiecare 15 minute, între orele 5:30 și 20:00. Tariful este de 22 baht (2012) de la autogara din Bangkok.
- Autobuzele cu aer condiționat pleacă la fiecare 30 de minute între orele 06:00 și 21:00. Tariful este de 40 baht (2012) de la autogara Bangkok.

Cu mașina
- Traseul 1: Bangna-Trat (ruta nr. 34)
- Traseul 2: Bangkok-Meanburi (ruta nr. 304)
- Traseul 3: Sukhumvit (ruta nr. 3)

## Turism
O serie de plaje și dealul Khao Sam Muk de pe malul mării din Golful Bangkok sunt atracții turistice importante în orașul Chonburi.

## Educație
În oraș activează Universitatea Chanburi, Universitatea Asiatică din Thailanda și Institutul de fizică din Chonburi.

## Sport
Clubul de fotbal Chonburi FC joacă în prima divizie, a câștigat campionatul de fotbal din Thailanda o dată în anul 2007.

## Militar
Șantierul naval Unithai va servi ca instalație principală pentru repararea navelor marinei Statelor Unite din zona Thailandei.